# Stationskreuzer
Als Stationskreuzer wurden in der deutschen Kaiserlichen Marine und anderen Flotten solche Kreuzer bezeichnet, die in überseeischen Gebieten oder Kolonien stationiert waren. Diesen Einsatz bezeichnete man als Stationsdienst.
Meist wurden dafür veraltete, langsame Geschützte Kreuzer mit großer Kohlebunkerkapazität und (bis etwa 1880) zusätzlicher Besegelung ausgewählt. Damit sollte der Mangel an Kohlestationen im Einsatzgebiet ausgeglichen werden und gleichzeitig die Seeausdauer erhöht werden.
Stationskreuzer wurden in anderen Flotten auch als Kolonialkreuzer oder Auslandskreuzer bezeichnet. Nicht immer handelte es sich dabei um Kreuzer im eigentlichen Sinn. Häufig wurden auch Einheiten der Typen Kanonenboot, Aviso oder Hilfskreuzer als Stationskreuzer bezeichnet. Ihre Aufgabe bestand im Wesentlichen darin, die Piraterie an den Küsten des Stationshafens zu bekämpfen und die einheimische Bevölkerung der Kolonien niederzuhalten. Dazu waren oft spezielle (Marine-)Infanterieeinheiten an Bord, die bei Bedarf an Land gehen und den Willen der Kolonialmacht durchsetzen sollten.